# (42) Isis
(42) Isis ist ein Asteroid des inneren Hauptgürtels, der am 23. Mai 1856 vom englischen Astronomen Norman Robert Pogson am Radcliffe Observatory in Oxford entdeckt wurde. Es war seine erste Asteroidenentdeckung, der noch sieben weitere folgen sollten.
Der Asteroid wurde benannt nach Isis, der ägyptischen Göttin. Isis und ihr Bruder und Ehemann Osiris umfassten die gesamte Natur und waren die wohltätigsten ägyptischen Götter. Die Benennung erfolgte durch Manuel John Johnson (1805–1859), den Direktor des Radcliffe Observatory, aber wahrscheinlich zu Ehren der Tochter des Entdeckers, Elizabeth Isis Pogson (1852–1945), die später Mitglied der Royal Astronomical Society wurde. Ihr zweiter Name bezieht sich aber nicht auf die ägyptische Göttin, sondern auf den Fluss Isis, ein anderer Name für die Themse, die Oxford durchfließt.

## Wissenschaftliche Auswertung
Mit Daten radiometrischer Beobachtungen im Infraroten am Mauna-Kea-Observatorium auf Hawaiʻi im Juni 1974 wurden für (42) Isis erstmals Werte für den Durchmesser und die Albedo von 94 km und 0,13 bestimmt. Aus Ergebnissen der IRAS Minor Planet Survey (IMPS) wurden 1992 Angaben zu Durchmesser und Albedo für zahlreiche Asteroiden abgeleitet, darunter auch (42) Isis, für die damals Werte von 100,2 km bzw. 0,17 erhalten wurden. Mit hochaufgelösten Aufnahmen mit dem Adaptive Optics (AO)-System am Teleskop II des Keck-Observatoriums auf Hawaiʻi im Infraroten vom 17. Juli 2005 konnte ein äquivalenter Durchmesser von 97 ± 10 km abgeleitet werden. Eine Auswertung von Beobachtungen durch das Projekt NEOWISE im nahen Infrarot führte 2012 zu vorläufigen Werten für den Durchmesser und die Albedo im sichtbaren Bereich von 111,0 km bzw. 0,14. Mit einer Auswertung von 2 Sternbedeckungen durch den Asteroiden konnte in einer Untersuchung von 2020 ein Durchmesser von 96,0 ± 5,0 km bestimmt werden.
Photometrische Beobachtungen von (42) Isis fanden erstmals statt am 12. April 1970 am Steward Observatory in Arizona. Die über etwa sieben Stunden aufgezeichnete Lichtkurve wurde aber nicht weiter ausgewertet. Neue Beobachtungen erfolgten vom 29. Mai bis 1. Juni 1978 am Table Mountain Observatory in Kalifornien. Aus der aufgezeichneten Lichtkurve wurde nun eine Rotationsperiode von 13,59 h abgeleitet.
Bei Beobachtungen vom 5. bis 8. Januar 1980 am La-Silla-Observatorium in Chile konnte nur eine sehr lückenhafte Lichtkurve erfasst werden, aus der zwar keine Rotationsperiode abgeleitet, mit der aber der frühere Wert bestätigt werden konnte. Neue Messungen vom 9. bis 19. Oktober 1990 am La-Silla-Observatorium führten dieses Mal zu einer Rotationsperiode von 13,580 h.

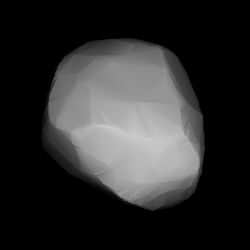
Berechnetes 3D-Modell von (42) Isis

Die Auswertung der Messdaten von drei Beobachtungskampagnen im Zeitraum von April 1993 bis Februar 1996 am Observatorium Belogradtschik und am Nationalen Astronomischen Observatorium Roschen in Bulgarien führte erstmals zur Bestimmung von zwei alternativen Lösungen für die Position der Rotationsachse des Asteroiden mit einer retrograden Rotation und einer Periode von 13,59700 h.
Mit den von 1970 bis 1996 archivierten Daten aus dem Uppsala Asteroid Photometric Catalogue (UAPC) wurde dann in einer Untersuchung von 2003 ein dreidimensionales Gestaltmodell des Asteroiden für zwei Positionen der Rotationsachse mit retrograder Rotation und einer Periode von 13,59701 h bestimmt. Das Modell zeigt eine nahezu rundliche Form, aber mit erheblichen lokalen Unregelmäßigkeiten.
Eine Auswertung von archivierten Lichtkurven des United States Naval Observatory und der Catalina Sky Survey in Arizona, des Roque-de-los-Muchachos-Observatorium auf La Palma und des Astrometrie-Satelliten Hipparcos ermöglichte in einer Untersuchung von 2011 die Berechnung eines dreidimensionalen Gestaltmodells und zwei alternativer Lösungen für die Position der Rotationsachse, allerdings mit prograder Rotation und einer Periode von 13,58364 h. Die Auswertung von 31 vorliegenden Lichtkurven und zusätzlichen Daten der Lowell Photometric Database führte in einer Untersuchung von 2016 zur Erstellung eines neuen dreidimensionalen Gestaltmodells des Asteroiden für eine Position der Rotationsachse mit prograder Rotation.
Mit dem neuen Algorithmus All-Data Asteroid Modeling (ADAM) wurde dann 2017 ein Gestaltmodell erstellt, das alle verfügbaren photometrischen Daten in Verbindung mit hochaufgelösten Infrarot-Aufnahmen des Keck-II-Teleskops auf Hawaiʻi vom Juli 2005 (siehe oben) reproduziert. Für die Rotationsachse wurde aus den bisherigen Alternativen eine eindeutige und verbesserte Position mit prograder Rotation bestimmt. Für die Größe wurde ein volumenäquivalenter Durchmesser von 102 ± 4 km abgeleitet.
Bereits in einer Untersuchung von 2009 war versucht worden, aus archivierten Beobachtungen des Satelliten Hipparcos für den Asteroiden (42) Isis eine Rotationsachse zu bestimmen. Die führte aber zu widersprüchlichen bzw. nicht plausiblen Ergebnissen. Bei einer erneuten Auswertung von 2019 konnte dann für ein dreiachsig-ellipsoidisches Gestaltmodell eine Rotationsachse und eine Periode von 13,5832 h sowie die Achsenverhältnisse berechnet werden. Zusätzlich wurde die Berechnung aber auch für ein cellinoid-förmiges Gestaltmodell (ähnlich einem flachgedrückten Ei) durchgeführt. Hier wurde jedoch eine völlig andere Rotationsachse, die fast genau in der Ebene der Ekliptik liegt, und eine Periode von 13,5905 h gefunden.
Zwischen 2012 und 2018 wurden mit der All-Sky Automated Survey for Supernovae (ASAS-SN) auch photometrische Daten von 20.000 Asteroiden aufgezeichnet. Auf mehr als 5000 davon konnte erfolgreich die Methode der konvexen Inversion angewendet werden, darunter auch (42) Isis, für die in einer Untersuchung von 2021 ein verbessertes dreidimensionales Gestaltmodell für zwei alternative Rotationsachsen mit prograder Rotation und einer Periode von 13,5835 h berechnet wurde. Aus archivierten Daten des Asteroid Terrestrial-impact Last Alert System (ATLAS) aus dem Zeitraum 2015 bis 2018 konnte in einer Untersuchung von 2022 mit der Methode der konvexen Inversion eine Rotationsperiode von 13,583 h berechnet werden.
Abschätzungen von Masse und Dichte für den Asteroiden (42) Isis aufgrund von gravitativen Beeinflussungen auf Testkörper ergaben in einer Untersuchung von 2012 eine Masse von etwa 1,58·1018 kg, was mit einem angenommenen Durchmesser von etwa 103 km zu einer Dichte von 2,78 g/cm³ führte bei einer Porosität von 16 %. Diese Werte besitzen eine Unsicherheit im Bereich von ±33 %.